# Hugo Crola
 (novembre 2023).
Si vous disposez d'ouvrages ou d'articles de référence ou si vous connaissez des sites web de qualité traitant du thème abordé ici, merci de compléter l'article en donnant les références utiles à sa vérifiabilité et en les liant à la section « Notes et références ».
Hugo Crola (né le 30 novembre 1841 à Ilsenburg, mort le 30 juin 1910 à Blankenburg (Harz)) est un peintre allemand.

## Biographie
Hugo Crola est l'aîné des cinq enfants du couple de peintres Elisabeth et Heinrich Crola qui habite le château d'Ilsenburg (de). Ses parents font cependant de nombreux voyages en Suisse, en Italie et en Norvège et vont à Dresde, Munich et Berlin.
Il se consacre d'abord à l'architecture et collabore avec Friedrich Hitzig sur la construction de la Bourse de Berlin. Hugo Crola choisit finalement la peinture et va en 1861 à l'université des arts de Berlin puis l'année suivante à l'académie des beaux-arts de Düsseldorf, où il est l'élève d'Eduard Bendemann et de Wilhelm Sohn. En 1877, il devient professeur de cette académie grâce à Peter Janssen. En 1880, Hermann Wislicenus est remplacé en tant que recteur de l'académie par un conseil composé de Hugo Crola, Karl Woermann et Peter Janssen.
Son premier travail important a été un retable pour une église du gouvernement de Courlande. Après une médaille pour un autoportrait à l'Exposition universelle de 1873, il se consacre au portrait.

## Élèves
- Hermann Angermeyer (de) (1876–1955)
- Arthur Bambridge (de) (1861–1923)
- Albert Baur, fils du peintre Albert Baur
- Georg Burmester (1864–1936)
- Wilhelm Degode (1862–1931)
- Alma Erdmann (de) (1872–1930)
- Oskar Freiwirth-Lützow (de) (1862–1925)
- Wilhelm Fritzel (de) (1870–1943)
- Otto Heichert (1868–1946)
- Lewis Edward Herzog (de) (1868–1943)
- Meinrad Iten (de) (1867–1932)
- Fritz von Kamptz (de) (1866–1938)
- Julian Klein von Diepold (de) (1868–1947)
- Karl Krummacher (de) (1867–1955)
- Ants Laikmaa (de) (1866–1942)
- August Lüdecke-Cleve (de) (1868–1957)
- Gari Melchers (1860–1932)
- Heinrich Nüttgens (1866–1951)
- Peter Philippi (de) (1866–1945)
- Paul Raud (de) (1865–1930)
- Julius Rolshoven (1858–1930)
- Wilhelm Schneider-Didam (1869–1923)
- Alfred Sohn-Rethel (1875–1958)
- Carl Strathmann (1866–1939)
- Emile Vauthier (de) (1864–1946)
- Hans von Volkmann (1860–1927)
- Robert Weise (de) (1870–1923)
- Arthur Wansleben (de) (1861–1917)